# Шача (верхний приток Ноли)
Шача — река в Костромской области России, верхний приток Ноли, впадает слева в 45 км от устья. Протекает по территории Галичского и Чухломского районов. Длина — 40 км, площадь водосборного бассейна — 170 км².

## Данные водного реестра
По данным государственного водного реестра России относится к Верхневолжскому бассейновому округу. Речной бассейн реки — (Верхняя) Волга до Куйбышевского водохранилища (без бассейна Оки), речной подбассейн реки — Волга ниже Рыбинского водохранилища до впадения Оки, водохозяйственный участок реки — Кострома от истока до водомерного поста у деревни Исады.
По данным геоинформационной системы водохозяйственного районирования территории РФ, подготовленной Федеральным агентством водных ресурсов:
- Код водного объекта в государственном водном реестре — 08010300112110000012236
- Код по гидрологической изученности (ГИ) — 110001223
- Код бассейна — 08.01.03.001
- Номер тома по ГИ — 10
- Выпуск по ГИ — 0

### Притоки (км от устья)
- 23 км: река Рыловка (пр)